# بیر والو، شهرستان بارن، کنتاکی
بیر والو (به انگلیسی: Bear Wallow) یک منطقهٔ مسکونی در ایالات متحده آمریکا است که در شهرستان برن، کنتاکی واقع شده‌است. بیر والو ۲۱۰٫۹۲ متر بالاتر از سطح دریا واقع شده‌است.